# Стрітенська вулиця (Київ)
Стрі́тенська ву́лиця — вулиця у Шевченківському районі міста Києва, місцевість Старий Київ. Пролягає від Стрілецької до Великої Житомирської вулиці.
Прилучається вулиця Олеся Гончара.

## Історія
Під нинішньою назвою вулиця згадується з 1784 року. На плані міста 1803 року, складеному архітектором Андрієм Меленським, зазначена під нинішньою назвою. Назва пов'язана зі Стрітенською церквою, що стояла на розі Стрітенської і Великої Житомирської вулиць (церква зруйнована 1936 року). З 1939 мала назву вулиця Поліни Осипенко, на честь радянської льотчиці, Героя Радянського Союзу П. Д. Осипенко (назву підтверджено 1944 року). Історичну назву вулиці було відновлено 1990 року.
На Стрітенській вулиці переважає забудова другої половини XIX — початку ХХ сторіччя. У 1861 році віднесена до вулиць 2-го розряду, на ній дозволялося споруджувати кам'яні будинки по лініях вулиць та дерев'яні — у подвір'ях.
В будинку № 4/13 (вхід з двору) розташована Бібліотека імені Ошера Шварцмана — бібліотека єврейської літератури.
На розі Стрілецької та Стрітенської вулиць встановлена дерев'яна скульптура «Балерина», автор Костянтин Скретуцький.
1996 року по вулиці Стрітенській, 10 було знайдено рештки укріпленого поселення  трипільців 3-го тисячоліття до н. е., яке доходило до  Киянівського провулка.

## Зображення

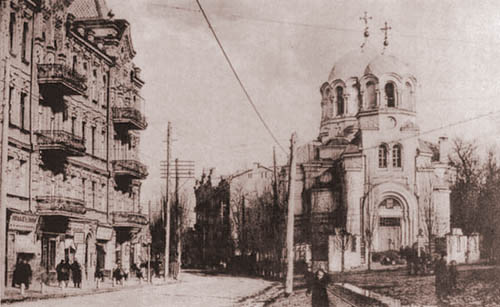
Стрітенська церква (фото початку ХХ ст.)
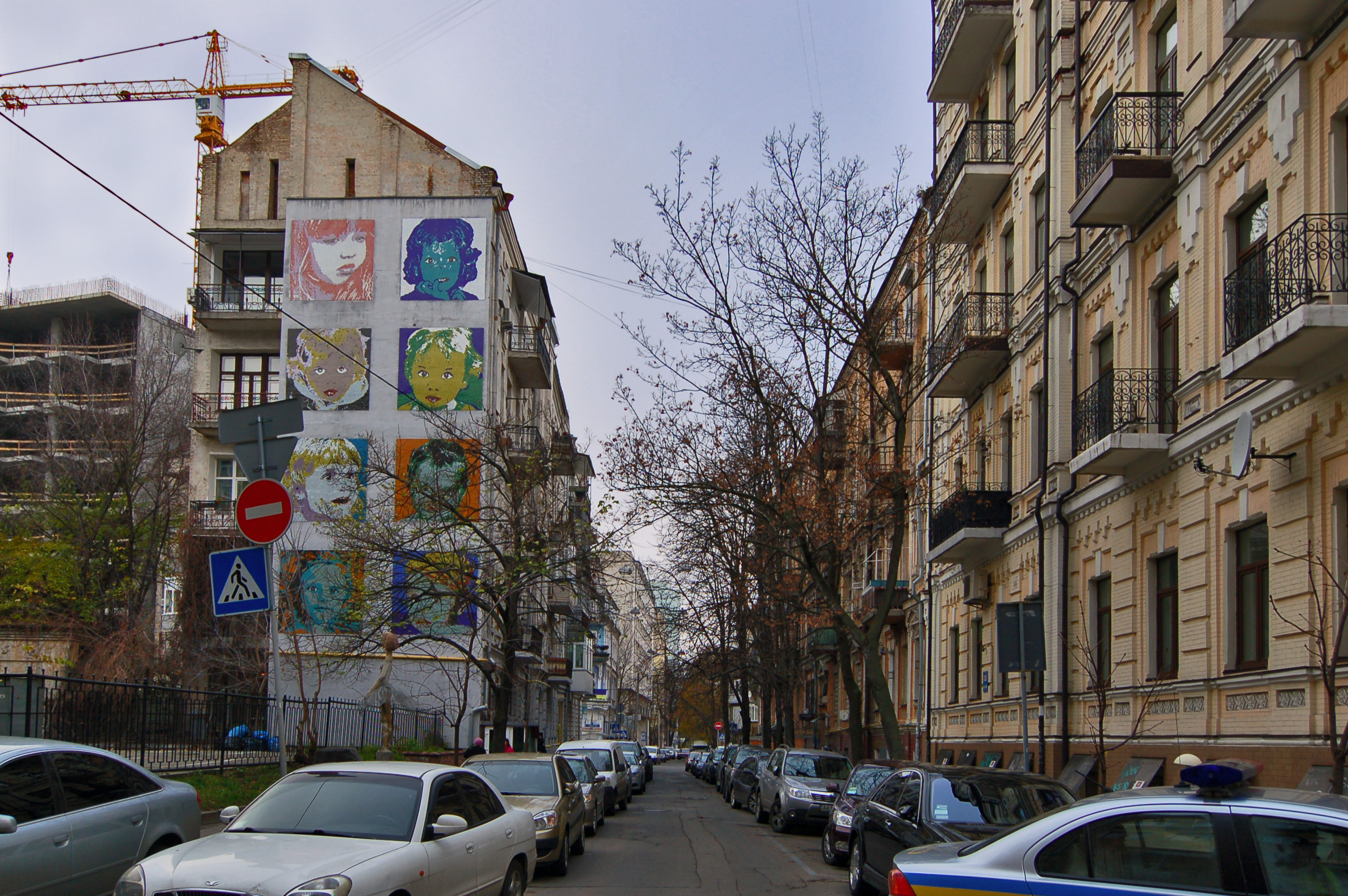
Початкова частина вулиці. Фото 2012 року
Скульптура «Балерина» на розі Стрітенської і Стрілецької вулиць
Скульптурна композиція «Пес і Вовк» (2013, автор Володимир Заєць)[7] перед будинком № 3/15